# Bolivien-Zwergameisenbär
Der Bolivien-Zwergameisenbär (Cyclopes catellus) ist eine Säugetierart aus der Gattung der Zwergameisenbären. Die Tiere sind im zentralen Bolivien beheimatet und leben an den Hängen der Anden, möglicherweise isoliert von anderen Zwergameisenbären. Kennzeichen der Art sind ein gelblichbrauner Rücken und ein dunkler Bauchstreifen, ebenso wie der verhältnismäßig kurze Schwanz. Sie wurde 1928 als Unterart des Gemeinen Zwergameisenbären eingeführt, gilt aber seit 2017 als eigenständige Art.

## Beschreibung

### Habitus
Der Bolivien-Zwergameisenbär ist ein Vertreter der Zwergameisenbären. Der Holotyp weist eine Kopf-Rumpf-Länge von 18,0 und eine Schwanzlänge von 20,5 cm auf. Der Schwanz ist länger als der restliche Körper und kann als Greiforgan eingesetzt werden, er wird beim Bolivien-Zwergameisenbär aber durchschnittlich kürzer als bei den meisten anderen Zwergameisenbären. Der Rücken zeigt sich weitgehend gelblich braun gefärbt. An Bauch, Schwanz und an den Beinen dominieren dagegen gelbliche Farbtöne. Ein Rückenstreifen entlang der Körpermittellinie ist nicht ausgebildet. Dafür tritt auf der Bauchseite ein markanter, breit ausgeprägter Mittelstreifen auf. In diesem Merkmal ähnelt der Bolivien-Zwergameisenbär weitgehend Cyclopes thomasi aus dem südwestlichen Brasilien und zentralen Peru, bei diesem ist der Bauchstreifen aber weniger auffällig. Das Fell ist insgesamt dicht und weich, an der Basis des Schwanzes werden die Haare sehr lang, so dass sie dem Schwanz eine konische Form verleihen. Die einzelnen Haare haben wie bei den meisten Zwergameisenbären keinen Markkanal. Die Vorderbeine enden in zwei, die Hinterbeine in vier Strahlen. Alle tragen kräftige Krallen.

### Schädelmerkmale
Der Schädel wird 53 mm lang und am Hirnschädel bis zu 24 mm breit. Auffallend sind die für Zwergameisenbären charakteristische aufgewölbte Stirnlinie und die eingezogene Schädelbasis. Im Bereich des Kontaktes von Nasen- und Stirnbein ist keine Eindellung ausgebildet. Die beiden Knochennähte des Nasenbeins und des Oberkiefers verlaufen nach vorn divergent zueinander, die Sutur zwischen Stirnbein und Oberkiefer ist wiederum kurz. Des Weiteren zeigt die Knochennaht zwischen dem Stirnbein und dem Scheitelbein einen hufeisenartigen Verlauf. Die Öffnung des äußeren Gehörgangs ist nach vorn gerichtet. An der Schädelbasis überlappt das Flügelbein die Paukenblase.

## Verbreitung
Der Bolivien-Zwergameisenbär lebt endemisch in Südamerika. Das Verbreitungsgebiet beschränkt sich auf das zentrale Bolivien. Dort bewohnen die Tiere die teils laubabwerfenden Wälder an den Hanglagen der Anden. Es handelt sich um das südlichste Vorkommen der Zwergameisenbären, möglicherweise tritt die Art isoliert von den anderen Vertretern auf.

## Lebensweise
Informationen zur Lebensweise des Bolivien-Zwergameisenbären liegen nicht vor. In der Regel treten Zwergameisenbären als Einzelgänger auf und sind nachtaktiv. Sie haben sich an ein Leben in den Bäumen angepasst (arboreal), ihre Hauptnahrung besteht aus staatenbildenden Insekten (myrmecophag). Die Tragzeit dauert schätzungsweise 120 bis 150 Tage.

## Systematik
Der Bolivien-Zwergameisenbär ist eine Art aus der Gattung der Zwergameisenbären (Cyclopes). Die Gattung setzt sich nach molekulargenetischen Untersuchungen aus dem Jahr 2017 aus insgesamt sieben Arten zusammen. Sie stellt das rezent einzige Mitglied der somit monotypischen Familie der Cyclopedidae innerhalb der Unterordnung der Ameisenbären (Vermilingua) dar. Die Familie wiederum steht als Schwestertaxon den Myrmecophagidae gegenüber, welche die übrigen Ameisenbären mit den Gattungen Myrmecophaga und Tamandua zusammenfassen. Die Zwergameisenbären sind die kleinsten Vertreter der Ameisenbären. Von den anderen Ameisenbären unterscheiden sie sich durch ihr vollständig an ein Baumleben angepasstes Verhalten.
Der Bolivien-Zwergameisenbär wurde im Jahr 1928 von Oldfield Thomas wissenschaftlich erstbeschrieben. Er verwendete dazu insgesamt fünf Individuen, darunter ein Jungtier, aus Buenavista in der Region Santa Cruz in Bolivien. Die Region bildet die Typuslokalität der Art, die Tiere wurden dort im August 1924 von J. Steinbach auf einer Höhenlage von 500 m gesammelt. Der Holotyp ist ein ausgewachsenes Weibchen. Thomas sah die neue Form als Unterart des Gemeinen Zwergameisenbären (Cyclopes didactylus) an und setzte sie von der Nominatform durch den kürzeren Schwanz, den fehlenden Rückenstreifen sowie den markanten und breiten Bauchstreifen ab, der schon bei Jungtieren ausgebildet ist. Der Unterartstatus wurde in der Folgezeit kaum angezweifelt, Alfred L. Gardner wies 2008 der Form noch Cyclopes didactylus codajazensis als Synonym zu. Dieses war 1942 von Einar Lönnberg anhand von Tieren aus dem westlichen Brasilien eingeführt worden, weist aber eine graue Färbung sowie einen Rücken-, aber keinen Bauchstreifen auf. Die Bezeichnung wird heute als Synonym für Cyclopes ida geführt. Nach intensiven molekulargenetischen und morphologischen Studien der Zwergameisenbären hoben Flávia R. Miranda und Kollegen im Jahr 2017 die Unterart Cyclopes didactylus catellus in den eigenen Artstatus, sie wiesen innerhalb der Gattung Cyclopes insgesamt sieben Arten aus. Im Gegensatz zu den sechs anderen basiert der Artstatus von Cyclopes catellus auf rein morphologischen, anatomischen und geographischen Erwägungen, da Erbgut für genetische Untersuchungen nicht zur Verfügung stand. Das genauere Verwandtschaftsverhältnis von Cyclopes catellus zu den anderen Vertretern der Zwergameisenbären ist daher momentan unbekannt.

## Bedrohung und Schutz
Der Bolivien-Zwergameisenbär wird von der IUCN gegenwärtig nicht gelistet. Den Status des Gesamtbestandes der Zwergameisenbären gibt die Umweltschutzorganisation mit „nicht gefährdet“ (least concern) an. Allerdings können die Populationen lokal durch die Abholzung der Wälder bedroht sein. Die Art wurde unter anderem im Nationalpark Noel Kempff Mercado beobachtet.